# Stenandrium hatschbachii
Stenandrium hatschbachii là một loài thực vật có hoa trong họ Ô rô. Loài này được Wassh. miêu tả khoa học đầu tiên năm 1990.